# Paracompsus nigrofasciatus
Paracompsus nigrofasciatus is een keversoort uit de familie bladrolkevers (Attelabidae). De wetenschappelijke naam van de soort werd in 1987 gepubliceerd door Pajni, Haq, Gandhi.